# Marco Antônio (Fußballspieler, 1951)
Marco Antônio, mit vollem Namen Marco Antônio Feliciano (* 6. Februar 1951 in Santos), ist ein ehemaliger brasilianischer Fußballspieler. Er spielte als Verteidiger auf der linken Seite bei Fluminense Rio de Janeiro und in der Nationalmannschaft Brasiliens. Er gewann in Mexiko die Fußball-Weltmeisterschaft 1970.

## Leben
Marco Antônio wurde am 6. Februar 1951 in der Hafenstadt Santos an der Küste des brasilianischen Bundesstaates São Paulo geboren. Bereits mit 17 Jahren begann er seine Profikarriere und mit zur Weltmeisterschaft 1970 in Mexiko genommen. Er kam im Vorrundenspiel gegen Rumänien am 10. Juni 1970 zu seinem ersten Einsatz. Im Viertelfinale gegen Peru am 14. Juni 1970 spielte er dann durchgehend. Es blieb jedoch bei diesen zwei Einsätzen, da seine Position vom Routinier Everaldo ausgefüllt war. Bei der Fußball-Weltmeisterschaft 1974 in Deutschland nahm er teil, wurde jedoch in sieben Spielen nicht einmal eingesetzt. Zehn Jahre später beendete er seine 18-jährige Karriere als Profi.

## Erfolge
Nationalmannschaft
- Fußball-Weltmeisterschaft: 1970
- Copa Roca: 1971, 1976

Fluminense
- Taça Guanabara: 1969, 1971
- Campeonato Carioca: 1969, 1971, 1973, 1975
- Torneio Roberto Gomes Pedrosa: 1970

Vasco
- Campeonato Carioca: 1977